# Светивласко македонско благотворително братство
Светивлаското македонско благотворително братство „Павле войвода“ е организация на бежанците от областта Македония, установили се в Свети Влас, Анхиалско.

## История
Братството има за патрон войводата Павел Граматиков. На 11 март 1926 година братството си избира настоятелство в състав Трифун Иванов (председател), Никола А. Харизанов (подпредседател), Христо Г. Козаров (секретар) и съветници Димитър Чотров, Христофор З. Каводаров и Атанас Д. Бодоров.